# The World Is a Ghetto
The World Is a Ghetto är ett musikalbum av War som lanserades i november 1972 på skivbolaget United Artists Records. Från skivan släpptes en förkortad version av titelspåret och "The Cisco Kid" som singlar. Skivan domineras av dess tre långa "jam"-liknande spår där gruppen blandar in många olika musikstilar. Det var gruppens enda album som de låg etta med på amerikanska Billboard-listan. Albumet blev listat som #449 av magasinet Rolling Stone på deras lista The 500 Greatest Albums of All Time.

## Låtlista
(alla låtar komponerade av War)
1. "The Cisco Kid" – 4:35
2. "Where Was You At" – 3:25
3. "City, Country, City" – 13:18
4. "Four Cornered Room" – 8:30
5. "The World Is a Ghetto" – 10:10
6. "Beetles in the Bog" – 3:51

## Listplaceringar
- Billboard 200, USA: #1[1]